# Тюргеши
Тюргеши (кит. 突骑施, палл. туциши) — тюркский народ, живший в Семиречье, входивший в союз пяти племён дулу. Тюргеши состояли в VI в. из объединения племён абаров и мукри, образовавших племенной союз «чёрных» (абаров, кара-тюргеши) и «жёлтых» (мукри, сары-тюргеши) родов. Тюргеши входили в Западно-тюркский каганат. Позднее создали Тюргешский каганат и в конце VII в. возглавили борьбу местных племен против нашествия арабов и китайцев.
В 711 году тюргеши были разбиты полководцем Восточно-тюркского каганата Кюль-тегином. В середине VIII в. джунгарские тюргеши были покорены уйгурами, а семиреченские — карлуками.